# Îles Vierges des États-Unis aux Jeux olympiques d'hiver de 2014

Les Îles Vierges des États-Unis participent aux Jeux olympiques d'hiver de 2014 à Sotchi en Russie du 7 au 23 février 2014. Il s'agit de leur septième participation à des Jeux d'hiver. La délégation des Îles Vierges est composé d'une seule athlète en la personne de Jasmine Campbell, qui est également la porte-drapeau du pays.

## Ski alpin
| Athlète               | Épreuve      | Course 1                | Course 1 | Course 2                | Course 2 | Total                    | Total |
| Athlète               | Épreuve      | Temps                   | Rang     | Temps                   | Rang     | Temps                    | Rang  |
| --------------------- | ------------ | ----------------------- | -------- | ----------------------- | -------- | ------------------------ | ----- |
| Jasmine Campbell (en) | Slalom       | 1 min 6 s 9 (+13 s 47)  | 50e      | 1 min 4 28 (+13 s 17)   | 43e      | 2 min 10 s 37 (+25 s 83) | 43e   |
| Jasmine Campbell (en) | Slalom géant | 1 min 32 s 5 (+14 s 17) | 62e      | 1 min 33 s 0 (+15 s 10) | 57e      | 3 min 5 s 5 (+28 s 18)   | 56e   |